# Slackline

Balancieren auf der Slackline

Slacken (Slacklinen, Slacklining) ist eine Trendsportart ähnlich dem Seiltanzen, bei der man auf einem Kunstfaserband oder Gurtband balanciert, das zwischen zwei Befestigungspunkten gespannt ist. Dieses Band wird Slackline (deutsch etwa: Schlaffseil, schlaffe Leine) genannt.
Die Anforderungen des Slackens an den Sportler sind ein Zusammenspiel aus Balance, Konzentration und Koordination. Slacklinen wird in unterschiedlichen Disziplinen (Speed und Freestyle) seit einigen Jahren als eigenständige Sportart betrieben, mit Weltmeisterschaften und einer internationalen Rangliste. Slacklinen eignet sich aber auch sehr gut als Zusatztraining für Sportarten wie Klettern, Skifahren, Kampfsport, Reiten, Voltigieren, Longboarding, Snowboarden und andere Sportarten, die ein gutes Gleichgewichtsgefühl voraussetzen.

## Charakteristik
Im Gegensatz zum Balancieren auf dem Seil über Boden oder dem Hochseil, wo das Seil so straff gespannt ist, dass es sich kaum bewegt, dehnt sich eine Slackline unter der Last des Slackliners (engl. slack: lose, schlaff, entspannt). Sie verhält sich dadurch sehr dynamisch und verlangt ein ständiges aktives Ausgleichen. Der optische Eindruck gleicht weniger dem Hochseilläufer oder Artisten auf dem straffen Seil als vielmehr dem Schlappseilkünstler, dessen Seil sich ebenfalls ständig unter ihm bewegt und der die Balance ausgleicht.
Einige Slackliner sehen sich lieber als Artisten andere bezeichnen sich als Sportler. Es gibt aber einen historischen Szenezusammenhang vom Slacklinen zum Klettersport, den dort hat es seine Ursprünge. Während in der Artistik das Balancieren auf dem Schlappseil meist als Grundlage oder zusätzliche Komponente für eine artistische Nummer dient, die vor Publikum vorgeführt werden soll, betreiben Slackliner ihren Sport häufig mit Freunden und für sich selbst. Der Versuch von Kunststücken hat vor allem den Zweck, herauszufinden, was alles möglich ist; schlappseiltypische Übungen wie Hand- und Kopfstand, Einradfahren und Jonglieren sind werden von Slacklinern genauso ausgeführt, jedoch häufig nicht mit dem Ziel einer Zirkusnummer.
Slacklinen ist also eine Neuerfindung der Balancekunst, welche in der Vergangenheit mehrheitlich im Zirkus stattfand und durch leichte und erschwingliche Outdoor Slackline-Sets in der breiten Bevölkerung angekommen ist.

## Geschichte
Während das Seiltanzen im Zirkus eine recht lange Tradition hat, ist das Slacken eine recht junge Sportart.
Es entwickelte sich Anfang der 1980er Jahre aus einer Nebenbeschäftigung in der Szene der Freikletterer im Yosemite-Nationalpark. Diese vertrieben sich bereits seit den 1960er Jahren die Zeit an Ruhe- und Regentagen damit, auf Absperrketten und -tauen an Parkplätzen zu balancieren. Adam Grosowsky und Jeff Ellington waren die ersten, die auf die Idee kamen, ihr Klettermaterial dafür zu benutzen, und so das Slacklinen in die Camps der Kletterer im Valley brachten, von wo aus es sich etwa ab der Jahrtausendwende in andere Klettergebiete und schließlich auch außerhalb des Klettersports verbreitete.
In Europa gilt der Fotograf und Extremkletterer Heinz Zak als einer der Pioniere. Weiterer europäischer Slackliner der ersten Stunde war der Kletterer Stephan Siegrist.
Unabhängig davon haben in den 1970er und 1980er Jahren auch Kletterer in Europa auf gespannten Seilen balanciert. Außerdem benutzten auch die Ski-Rennläufer Ingemar Stenmark aus Schweden sowie Bode Miller aus den Vereinigten Staaten ein gespanntes Seil bzw. Band, um zur Schulung des Gleichgewichts darauf zu balancieren.

## Varianten
Derzeit werden unterschiedliche Varianten und auch einige Wettkampf-Disziplinen Slacklines unterschieden:

### Einsteiger-Slacklines
Die gebräuchlichste Art des Slacklinens ist das balanzieren auf ungefähr 10–20 m langen Slacklines Sets. Hierbei versucht man, auf einer relativ niederen, gespannten Line (ungefähr Knie- bis Hüfthöhe über dem Boden) zu Laufen und Tricks zu machen. Dabei wählt man als Untergrund am besten weichen Boden wie Gras und Sand oder legt Matten unter, um Verletzungen zu verhindern, wenn man das Gleichgewicht verliert und stürzt.
Einige der beliebtesten Tricks sind unter anderem: Stehen, Gehen, Rückwärtsgehen, Umdrehen, Hinsetzen, Hinlegen, „Surfen“, Knien, Querstehen/Exposure (90 Grad zu Slackline drehen) …
Anstelle von Slacklinens zwischen Bäumen im Aussenraum und Parks, werden immer mehr Slacklines vor allem in den Wintermonaten auch Indoor installiert und traininert. Auch freistehende Slacklines die auf einer Konstruktion befestigt wurden und Slackline-Parks mit Pfosten sind immer weiter verbreitet.
Speedlines (auch eine Wettkampf-Disziplin)
Seit 2010 werden Speedline-Wettkämpfe auf kurzen 14,5 m langen, straff gespannten Slacklines über Grass/Sand/Matten durchgeführt. Nach einer Quali werden im K.o-Modus die schnellsten Slackliner gekürt. Diese Wettkampfdisziplin ist für viele leicht zugänglich und verfügt über regelmäßige Wettkämpfe in Europe, regelmäßige Europameisterschaften und war auch schon an World Cups vertreten.

### Longlines

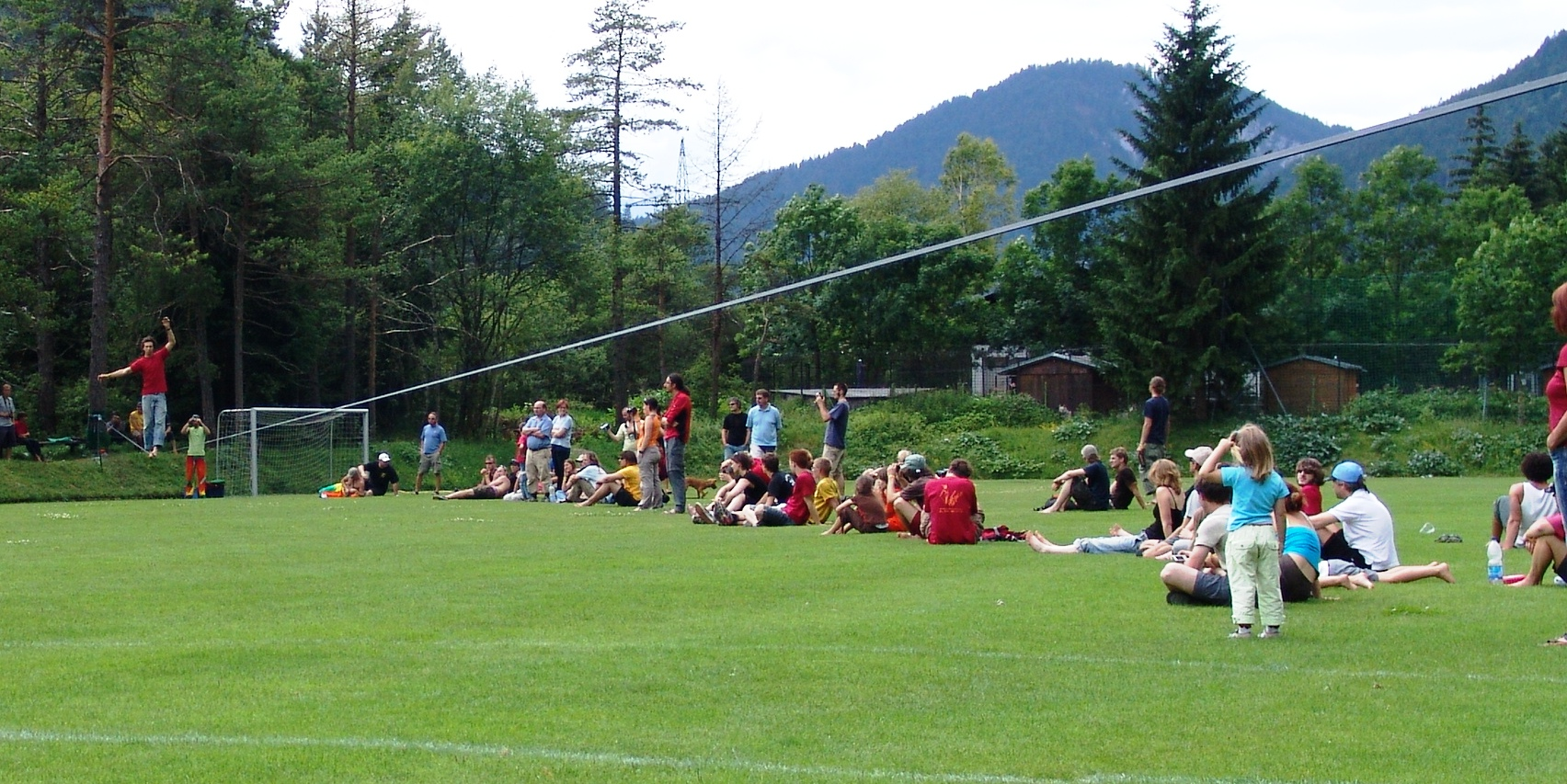
Slackliner Damian Cooksey auf einer 100 m Longline in Scharnitz/Tirol

Hierbei wird versucht, eine möglichst lange Line von Fixpunkt zu Fixpunkt zu bewältigen. Als Longlines werden alle Slacklines bezeichnet, die länger als die handelsüblichen kurzen Slacklines Kits sind und meist auch eine spezielle Spannvorrichtung benötigen. Die Schwierigkeiten liegen hier in mehreren Bereichen:
1. Das Eigengewicht der Line erfordert ein sehr ruhiges Gehen: es ist schwer, die Line wieder ruhig zu bekommen, wenn sie einmal in Schwingung geraten ist.
2. Die Konzentrationsfähigkeit wird auf eine Dauerbelastungsprobe gestellt.
3. Spannmechanismus und Rücksicherungen müssen gut aufgebaut werden, da große Kräfte auftreten, die bei falschem Material beziehungsweise Aufbau zu Materialversagen führen können.

### Rodeolines

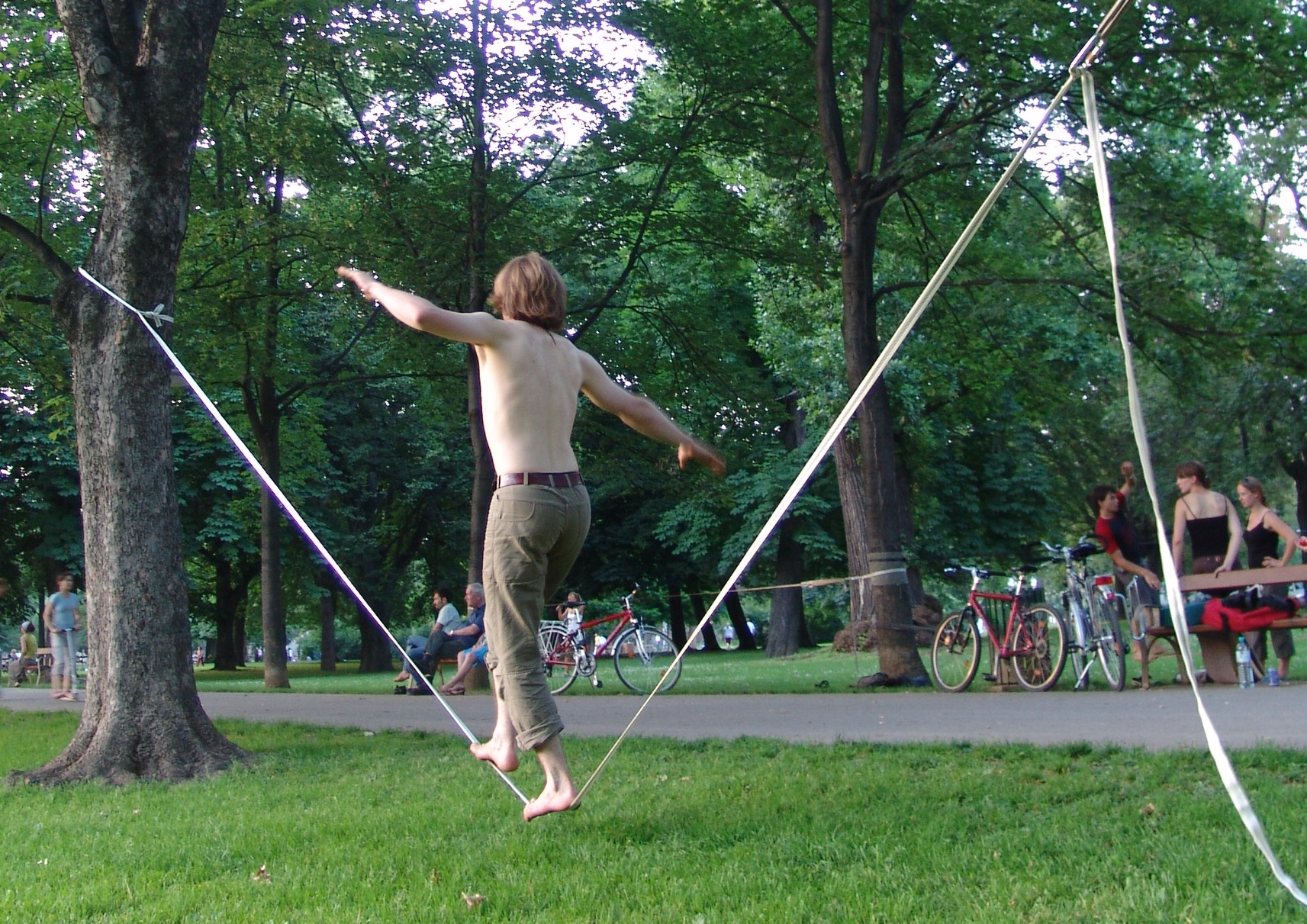
Rodeo Slackliner im Augarten in Graz

Solche Lines werden nicht vorgespannt, sondern werden mehr oder weniger „schlapp“ aufgehängt. Aufgrund des Durchhangs ist das Begehen solcher Lines nicht mit gespannten Slacklines zu vergleichen. Die Tricks auf diesen Slacklines beschränken sich im Normalfall auf Gehen, Umdrehen, Querstehen und Surfen, wobei letzteres einem langsamen, kontrollierten seitlichenSchwingen entspricht.
Rodelines sind ein gutes Training für High- und Longlines, da in beiden Fällen die Line sehr ruhig unter dem Schwerpunkt des Slackliners gehalten werden muss.
Hier besteht auch eine große Ähnlichkeit zum Schlappseil.

### Highlines

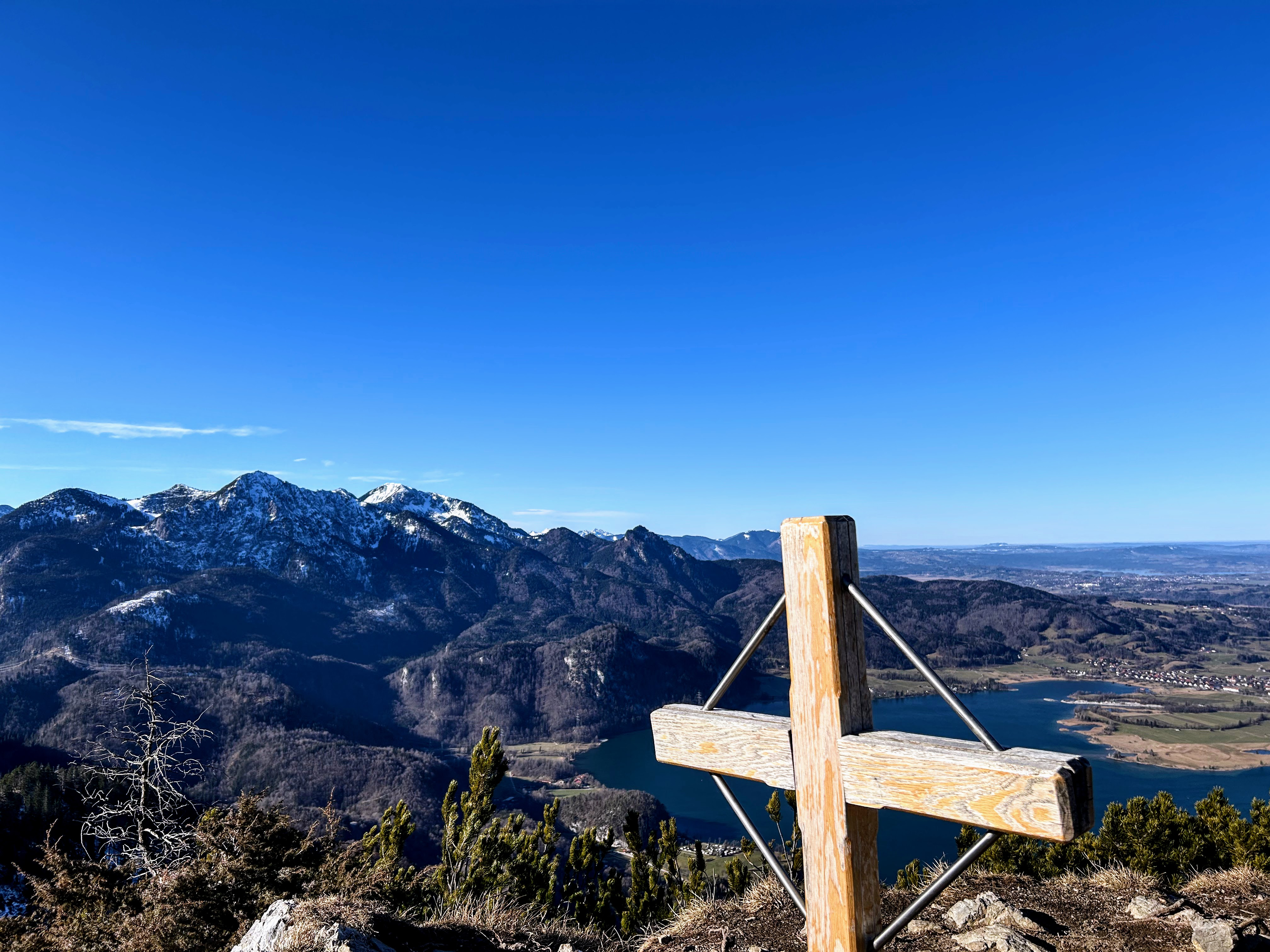
Slacker auf einer Highline

Highlines sind in einigen Metern bis zu mehreren hundert Metern Höhe angebracht, so dass ein einfaches und gefahrloses Abspringen nicht mehr möglich ist. Es handelt sich um eine Highline, wenn die sichere Begehung nur mit Klettergurt und Sicherungsseil durchgeführt werden kann. Die Sicherung wird hierbei am Highlinesystem selbst befestig. Es spielt nicht nur die Fähigkeit, das Gleichgewicht zu halten, eine Rolle, sondern es kommt bei hohen Lines – trotz Sicherungsseil (dem sogenannten Leash) – die psychische Komponente dazu, über einen Abgrund zu laufen.
Beim Bau von Highlines ist Kenntnis der wirkenden Kräfte und die Dimensionierung der Befestigungen essentiell. Bei Materialversagen besteht nicht nur Verletzungs-, sondern auch Absturzgefahr. Deshalb werden die Befestigungen für Highlines redundant ausgelegt und die Person auf der Line wird durch einen Klettergurt und Sicherungsseil und Ring (=Leash) gesichert, welches die Person hinter sich herzieht. Die Highline besteht aus einer Hauptline und einer unabhängig befestigten zweiten Slackline. Es gibt einen Internationalen Standard für Highlines und die einzelnen Komponenten. Diese werden zusammen vernäht oder mit Klebeband in Intervallen zusammengeklebt. Seltene Begehungen von Highlines ohne eine solche Sicherung werden als „Free Solo“ Highlines bezeichnet.
Freestyle Highlines (auch eine Wettkampf Diziplin)
Diese Highlines sind meist zwischen 55 m und 80 m lang und mit sehr dehnbaren Polyamid-Slacklinebändern aufgebaut. Immer mehr kommen auch Bungees an den Ankern zum Zuge.
Freestyle Highline ist eine Slackline-Disziplin, bei der verschiedene dynamische Tricks, Bewegungen und Combos durchgeführt werden. Im Gegensatz zum traditionellen Slacklinen ist das Begehen bzw. Überqueren der Slackline irrelevant; im Gegensatz zum Tricklinen/Jumplinen hebt man hierbei eher selten von der Slackline ab, sondern man „bounced“ (Auf- und Abwärtsbewegungen, bei denen man die Slackline quasi immer mit einem Körperteil berührt). Hierbei erreicht man Amplituden von bis zu ca. 5–7 m. Am höchsten Punkt des Bounces ist man schwerelos, sodass spektakuläre Tricks möglich sind.
Speed Highlines (auch eine Wettkampf Diziplin)
Beim Speed Highlinen geht es um die möglichst schnelle Begehung zwischen zwei markierten Punkten auf einer Highline. Die Länge der Highline ist dabei zweitrangig, es geht meist um den Vergleich mehrerer Athleten nebeneinander gegeneinander und gegen die Uhr. Typische Rennlängen sind 50–100 m und die Highlines sind meist 100–200 m lang.

### Waterlines (Lines über Wasser)

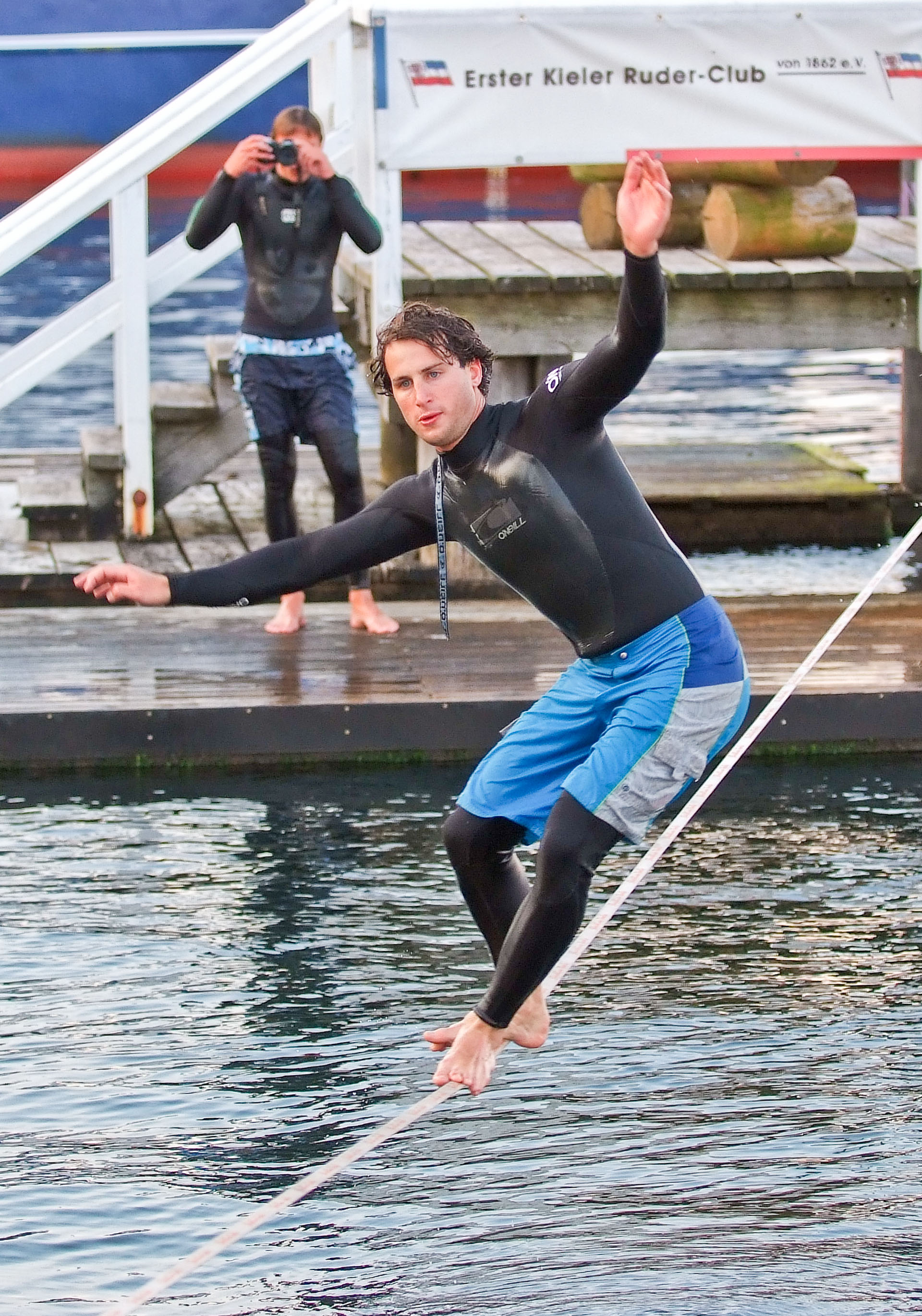
Slackline an der Kiellinie

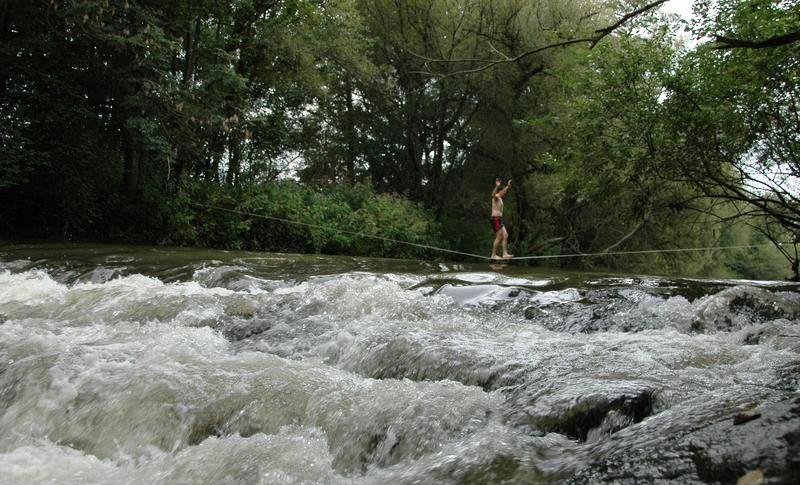
Slackline über die Sulm (Steiermark)

Eine weitere Spielform ist das Begehen einer über Wasser gespannten Line. Durch den fehlenden festen Untergrund als Möglichkeit zum Absteigen wie auch als optischer Fixpunkt ist das Begehen einer solchen Line anfangs meist wesentlich schwieriger als über festem Grund. Doch nach einer Übungsphase kann man Wasserlines gut nutzen, um spezielle Sprung-Tricks, wie z. B. den Salto, ohne Verletzungsgefahr bei der Landung zu üben, wobei aber auch Stürze ins Wasser nicht immer schmerzfrei sind un dauch die Ohren geschützt werden müssen (seitlicher Aufprall aufs Trommelfell).
Bei der Wahl des Platzes sollte neben stabilen Fixpunkten auch auf einen passenden Gewässergrund aus rundem Kies, Sand oder Schlamm geachtet werden, um das Verletzungsrisiko bei Stürzen zu minimieren. Für normales Gehen ist eine Wassertiefe von ca. 1,40 m ausreichend, bei Sprüngen sollte es wesentlich mehr sein, damit der Slackliner bei der Landung nicht auf Grund stößt. Außerdem ist darauf zu achten, dass der Untergrund in Ufernähe möglichst abrupt abbricht, damit sich der Slackliner bei Stürzen in Ufernähe nicht durch fehlende Wassertiefe verletzen kann. Falls das nicht gegeben ist, können andere Slackliner wie beim Bouldern als Spotter dienen bzw. dem Begeher mit Hilfe einer Stange, eines Seils, Asts oder ähnlichem ermöglichen, dass er sicher aus der Gefahrenzone balancieren kann.
Einen Unterschied in der Begehung gibt es auch zwischen stehenden und fließenden Gewässern, da die Wasserbewegung zusätzlich ablenkt und das Gleichgewichtsempfinden stört. Ein typischer Effekt bei Anfängern ist, dass der Slackliner mit der Fließrichtung des Gewässers vom Band fällt.
Unachtsam gespannte Slacklines können eine Gefahr für Wassersportler darstellen (Boote, Stand Up Paddler), so dass bei der Wahl des Platzes darauf geachtet werden muss, ob die Strecke von anderen Sportlern gekreuzt wird.

### Jumplines/Tricklines (auch eine Wettkampfdisziplin)
Seit 2007 verbreitet gibt es das „Jumpen/Tricksen“ auf der Slackline. Es sind spezielle Jumplines/Tricklines auf dem Markt erhältlich. Bei dieser Anwendung wird die Line möglichst straff gespannt, dabei kommen typischerweise Distanzen von 15–25 m zum Zuge. Die Slackliner vollführen dabei 180°- und 360°-Drehungen (um die Hochachse), Rückwärtssalto und Vorwärtssalti mit Landung auf der Slackline, Salti von der Line auf den Boden über die Schulter. Ebenso werden mehrere Lines nebeneinander gespannt und es wird von Line zu Line gesprungen. Die Line wird dabei teilweise bis Brusthöhe gespannt.

## Material und Aufbau

### Bandmaterial
Zum Slacken benötigt man nicht viel Material. Das wichtigste Utensil ist die Slackline selbst. Heute wird meist ein Flachband mit 25 mm Breite verwendet. Manchmal werden auch 30 mm, 35 mm (Anfänger oder Therapie) oder 50 mm (Tricklines) breite Bänder angeboten. Die breiteren Bänder haben eine höhere Bruchlast und wesentlich weniger Dehnung. Dadurch wird das Balancieren entscheidend erleichtert, da das Band so hart gespannt werden kann, dass es fast nicht mehr durchhängt. Außerdem kann auf breiten Bändern leichter aus dem Sprunggelenk stabilisiert werden. Auch das erleichtert das Gehen am Anfang.
Man muss vor allem auf die Dehnung des Bandes achten. Bei Lines bis 30 m Länge werden die elastischeren Bänder bevorzugt. Die Bewegungen werden dadurch weicher, und das Gefühl der „slackness“ stellt sich besser ein. Ab 30 m wird häufig ein Flachband mit weniger Dehnung verwendet, da die Line sonst nur mit immensem Kraft- und Materialaufwand zu spannen ist.
Durch die unterschiedlichen Materialeigenschaften ist es eine zusätzliche Herausforderung, die gleichen Tricks auf Bändern verschiedener Breite und Elastizität zu erlernen.

### Befestigung

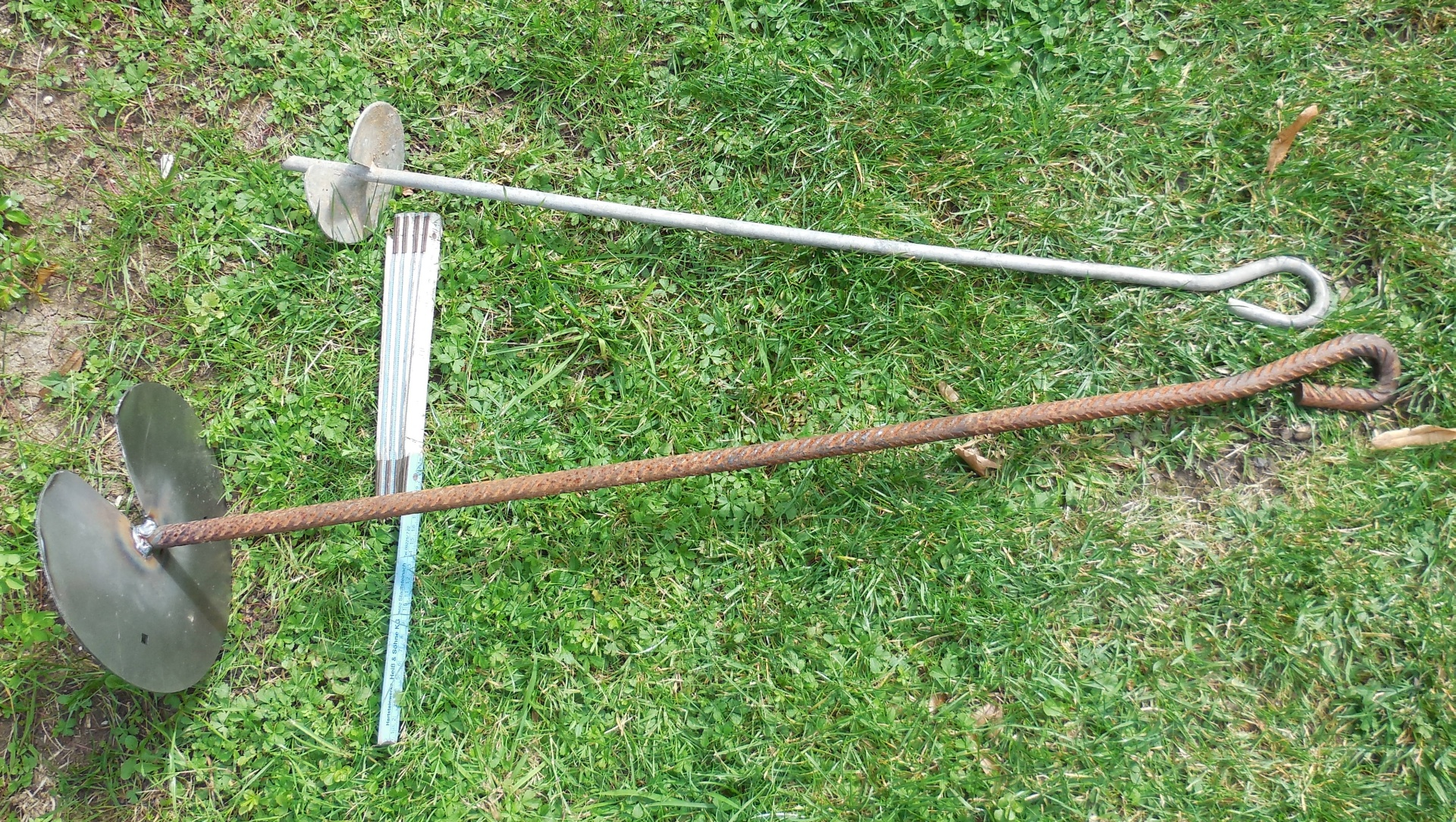
Erdanker

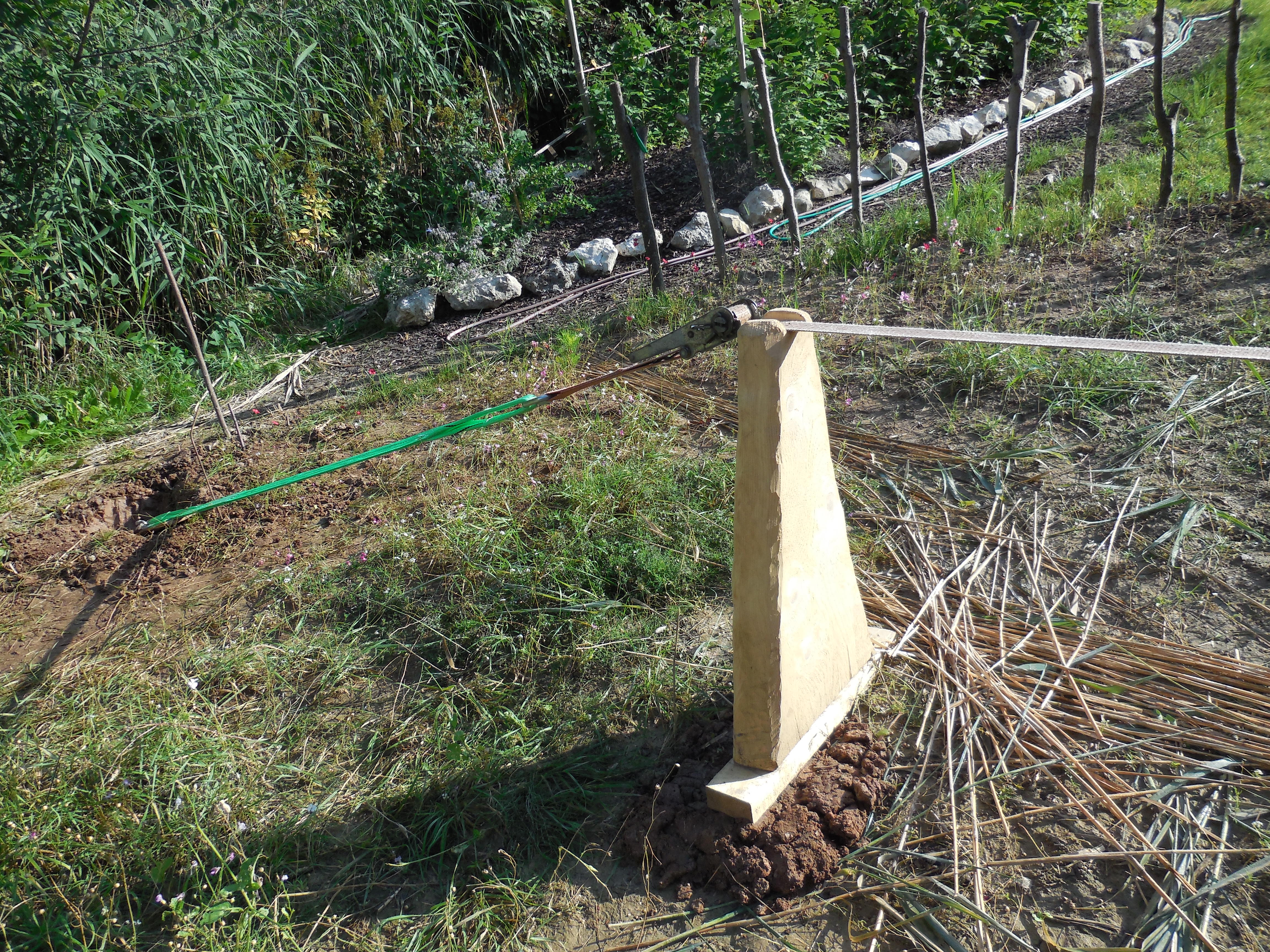
Stütze

Befestigt wird die Slackleine an zwei Fixpunkten (z. B. Bäume, Felsen, Mauern Bohrhaken). Falls Bäume als Fixpunkte verwendet werden, sollen möglichst breite Bänder (5 cm) verwendet werden. Zum Schutz der Rinde sind alte Teppiche, Autofußmatten oder spezielle Kambiumschoner zwischen die Rinde und den Gurt zu legen.
Es gibt verschiedene Möglichkeiten zur Befestigung:
Bei der Ersteren werden an den Fixpunkten fest vernähte Hebebänder oder Rundschlingen befestigt. Die Leine wird an einem Ende mit einem Schraubkarabiner (bevorzugt werden Schäkel verwendet, da sie eine höhere Bruchlast aufweisen) befestigt. Am anderen Ende wird zum Spannen der Slackleine entweder ein Flaschenzug, wie man ihn von Bergetechniken im Alpinismus kennt, eine Spanngurtratsche oder ein Hebelzug verwendet. Diese Variante wird meist von Kletterern oder erfahreneren Outdoorsportlern benutzt, da sie etwas komplizierter ist.
Mittlerweile gibt es noch eine neuere und einfachere Variante, wobei hierzu das Set nur noch aus 2 Teilen besteht. Das eine Teil ist das Band, das am Ende eine Schlaufe hat. Dieser Teil wird um den Baum gelegt und das Seil durch die Schlaufe gefädelt. Der andere Teil besteht aus einem kürzeren Seil, das an einer Seite eine Schlaufe und an der anderen Seite eine Ratsche hat. Dieser Teil wird wie auch die Line am Baum befestigt. Das lange Seil wird nun eingefädelt und mit der Ratsche gespannt. Mit dieser Variante kann die Slackline schnell und ohne Vorkenntnisse aufgebaut werden und macht somit den Sport Slacklinen zugänglich für jedermann.
Wenn Bäume als Verankerung fehlen, kann die Slackline auch über zwei Stützen geführt und mit einem Erdanker am Boden befestigt werden.

### Bruchlast
Wichtig in diesem Zusammenhang ist vor allem die Bruchlast aller verwendeten Materialien.
Eine Faustformel, um die Kräfte an den Fixpunkten abzuschätzen, ist:
{\displaystyle F={\frac {L\times G}{D\times 400}}}:33
wobei:
- F = Kraft an den Fixpunkten in kN
- L = Länge der Slackline in m
- D = Durchhang der Slackline in m
- G = Gewicht des Begehers in kg

Das ergibt bei einer Slackline von 10 m und einem Durchhang von 0,5 m, verursacht von einer 80 kg schweren Person, eine Belastung von 4 kN.
Longlines müssen teilweise bereits mit mehr als 15 kN vorgespannt werden, damit man sie begehen kann. Die Entsprechung einer statischen Belastung von ungefähr 15 kN zeigt, dass die Metallteile bei einem Bruch zu regelrechten Geschossen werden. Deshalb werden die Metallteile und die daran direkt befestigten Gurte immer stärker dimensioniert als die Slackline selbst, damit bei einem allfälligen Defekt nur Textilmaterial herumgeschleudert wird.
Nicht zertifizierte Karabiner, wie sie in Super- und Baumärkten erhältlich sind, sind in der Regel überhaupt nicht für solche Belastungen ausgelegt und stellen ein erhebliches Sicherheitsrisiko dar, da die Slackline unter enormer Spannung steht.
Ausschließlich Stahlkarabiner und -schäkel haben eine ausreichende Festigkeit, um alle auftretenden Belastungen auf Dauer auszuhalten.
Bei der Verwendung von Aluminiumkarabinern wie z. B. aus dem Klettersport kann es aufgrund der Dauerschwellbelastung zu Schwingbrüchen kommen. Außerdem kann es aufgrund der andersartigen Krafteinleitung passieren, dass die Karabiner teilweise quer belastet werden, wodurch die Festigkeit stark vermindert wird.
Es wird empfohlen, „gewöhnliches Klettermaterial allein schon wegen der zu geringen Sicherheitsreserven für Longlines, Highlines und Jumplines“ nicht zu verwenden. Hingegen können für „klassische Slacklines (eher weich gespannt) oder gar Rodeolines (…) Elemente der Kletterausrüstung mit Bedacht eingesetzt werden“, wenn man ihre Schwächen kennt.:60
Allerdings sollte man die Materialien dann nicht mehr zum Klettern verwenden.

## Slackfeste
Als Slackfeste werden Veranstaltungen bezeichnet, bei denen sich Slackliner treffen, um gemeinsam Lines zu spannen und zu begehen, Tipps und Tricks zum Aufbau, der Technik und zur Bewegung auszutauschen oder neue Techniken vorstellen. Meist werden Slackfeste von lokalen Slacklinegruppen oder Einzelpersonen organisiert, oft auch mit einem dazu passendem Rahmenprogramm wie Filmpräsentationen, Live-Musik, Verpflegung. Außerdem dienen sie meist auch dazu, die noch relativ unbekannte Sportart vorzustellen und ihren Bekanntheitsgrad zu steigern.

### Bemerkenswerte Slackfeste

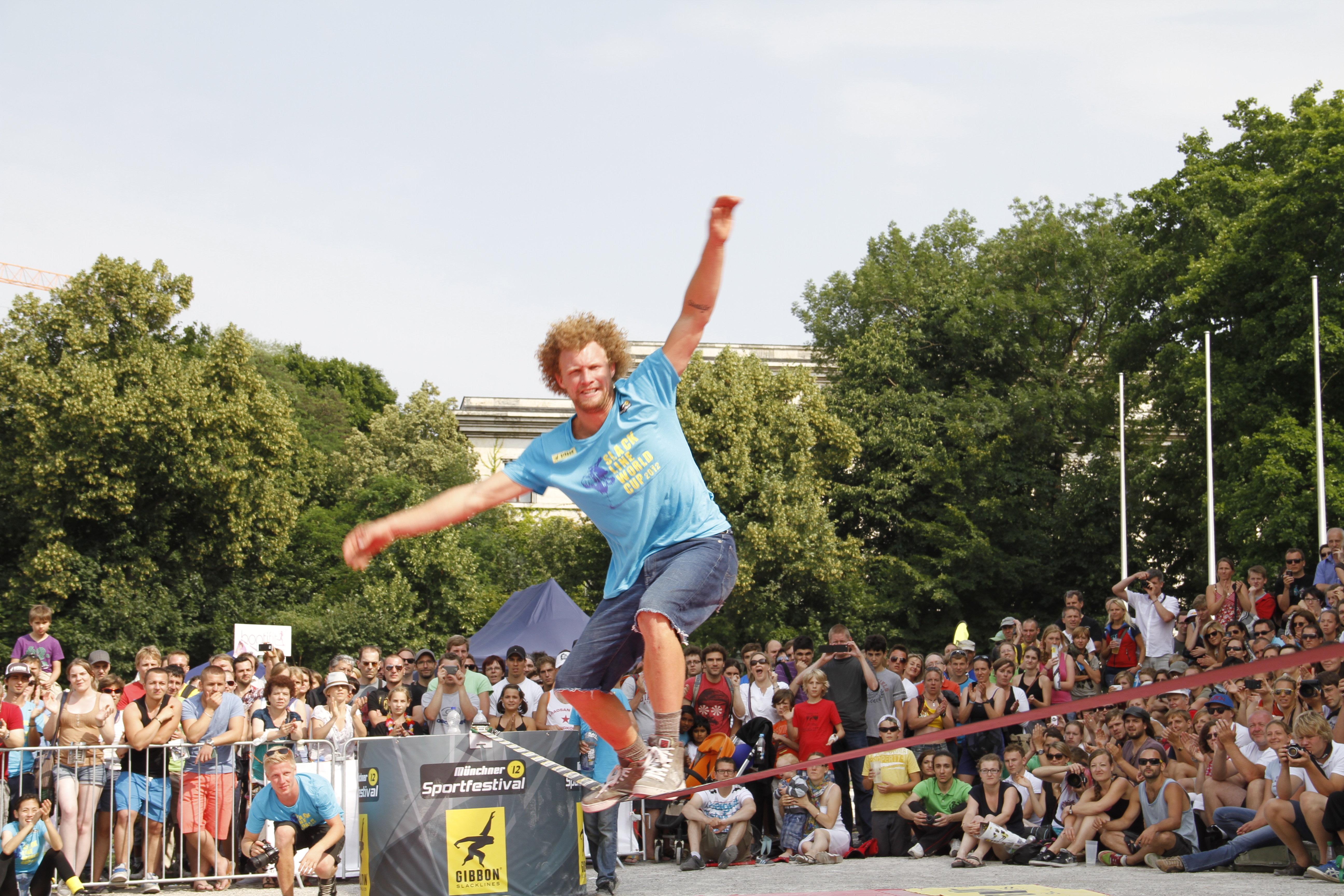
Andy Lewis beim Slackline World Cup 2012 in München

- Urban Highline Festival[14]
- GGBY MOAB[15]

## Wettkampfsport
Seit 2010 versucht die World Slackline Federation Tricklining als Wettkampfsport zu etablieren. Schließlich wurde die WSFed am 20. Mai 2011 von Slacklinern gegründet. Die WSFed stellt geprüfte Judges, welche die Contests betreuen. Dabei werden Sprünge und andere Tricks nach fünf Kriterien – Schwierigkeit, technische Qualität der Ausführung, Vielfalt der Tricks, Höhe der Sprünge und generelle Performance – bewertet. Wettbewerbe finden auf verschiedenen Niveaus statt.

## Die Slackline als Trainingsgerät
Mit der Slackline lässt sich das sensomotorische System nicht nur in aufrechter Position trainieren. Es gibt diverse Positionen, die sich auf der Slackline einnehmen lassen, welche die Gleichgewichtsfähigkeit aufs Äußerste fordern. Bereits heute trainieren daher viele Spitzensportler speziell aus dem Schneesportbereich auf der Slackline. Dass gerade Skifahrer auf die Slackline zurückgreifen, lässt sich durch die sehr ähnliche Ausgleichsbewegung zwischen diesem Sport und dem Slacklinen zurückführen.
Ein großer Vorteil der Slackline gegenüber anderen Trainingsgeräten ist, dass sich die Sensomotorik immer am persönlichen Leistungslimit trainieren lässt, da man die Länge und den Durchhang einer Slackline sehr einfach verstellen kann und so immer andere Bedingungen vorfindet. Zudem gilt als großer Vorteil, dass das Slacklinen den meisten Trainierenden mehr Spaß macht als herkömmliches Gleichgewichtstraining und somit auch nachhaltiger ins Training oder auch in die Rehabilitation nach Verletzungen integriert werden kann.

## Weltrekorde
| Disziplin                         | Slackline | Slackline | Sportler                                                                                               | Land        | Datum      | Ort                    | Rekordzeit | Quelle |
| Disziplin                         | Höhe      | Länge     | Sportler                                                                                               | Land        | Datum      | Ort                    |            | Quelle |
| --------------------------------- | --------- | --------- | --- | ----------- | ---------- | ---------------------- | ---------- | ------ |
| Längste Highline                  | 200 m     | 3042 m    | Danny Schlitt                                                                                          | USA         | 25.10.2024 | Nevada, USA            |            | [ 19 ] |
| Längste Free Solo Highline        | 55 m      | 300 m     | Phillip Soubies                                                                                        | Frankreich  | 6.1.2021   | Baskenland, Frankreich |            | [ 20 ] |
| Höchste Slackline                 | 2500 m    | 19 m      | Friedi Kühne, Lukas Irmler                                                                             | Deutschland | 9.11.2024  | Riedering              |            | [ 21 ] |
| Speed Rekord 60 m                 |           | 100 m     | Sascha Grill                                                                                           | Deutschland | 20.7.2024  | Laax, Schweiz          | 26,76s     | [19]   |
| Höchste Urban Highline            | 350 m     | 216 m     | Murzaev Vladimir Nathan Pauling Mia Noblet Friedi Kühne Skripko Gennagy Gribanov Alexander Kagin Maxim |             | 8.9.2019   | Moskau, Russland       |            | [ 22 ] |
| Längster Blindfold Slackline Walk |           | 1600 m    | Alexander Schulz                                                                                       | Deutschland |            | Mexiko                 |            |        |